# Liste des épisodes de Magical DoReMi
La première saison de Magical DoReMi (おジャ魔女どれみ, Ojamajo Doremi) est initialement diffusée sur la chaîne télévisée japonaise TV Asahi du 7 février 1999 au 30 janvier 2000, avec un total de 51 épisodes concernant la première saison. La série a remplacé Le Royaume des couleurs et de nouveaux épisodes étaient diffusés semestriellement. La série se base sur une petite fille nommée Dorémi Harukaze, devenue apprentie-sorcière. Elle est accompagnée de ses amies Émilie, Sophie et Loulou pour passer les neuf examens et finalement devenir des vraies sorcières.
Peu après, une suite nommée Ojamajo Doremi # est directement produite après le dernier épisode de la première saison. Elle a été diffusée du 26 février 2000 au 28 janvier 2001 avec un total de 49 épisodes. La même année, durant l'été, un mini-film intitulé Ojamajo Doremi # The Movie a été diffusé entre Digimon - Le film. Le film de la franchise Digimon est divisé en deux parties tandis que le film de Magical DoReMi a été diffusé juste entre les deux parties. Après la diffusion de la deuxième saison en 2001, une troisième saison, originellement intitulée Mo~tto! Ojamajo Doremi est diffusée du 4 février 2001 au 27 janvier 2002 avec un total de 50 épisodes. Durant cet été, un autre mini-film originellement intitulé Kaeru Seki no Himitsu est diffusé. Il est diffusé entre les films intitulés Digimon Tamers: Battle of Adventurers et Kinnukoman. Une quatrième saison et une dernière saison est diffusée intitulée Ojamajo Doremi Dokka~n!, est diffusée sur TV Asahi du 3 février 2002 au 26 janvier 2003, avec 51 épisodes, Nadja Applefields remplacera la série juste après. Du 26 juin 2004 au 11 décembre 2004, 12 OAV ont été diffusés, intitulé Ojamajo Doremi Naisho, l'histoire se déroule juste après la fin de la 3e saison.
En France, seules les quatre saisons (soit 201 épisodes) ont été doublées en français au studio SOFI. Seuls les 16 épisodes de la première saison sont parus en DVD. L'anime a été diffusé pour la première fois en septembre 2000 sur la chaîne télévisée Fox Kids et le 21 décembre 2004 sur la chaîne hertziennne France 5 dans l'émission Midi les Zouzous.

## Saison 1:Ojamajo Doremi
| No | Titre français                     | Titre japonais                   | Titre japonais                                                                                          | Date de 1re diffusion |
| No | Titre français                     | Kanji                            | Rōmaji                                                                                                  | Date de 1re diffusion |
| --- | ---------------------------------- | -------------------------------- | --- | --------------------- |
| 1 | L'école des sorcières              | 私どれみ! 魔女見習いになる!!     | Watashi Doremi! Majo Minarai ni Naru!! (Je suis Doremi! Je deviens une apprentie sorcière!!)            | 7 février 1999        |
| Doremi entre dans une boutique de magie et aperçoit une sorcière du nom de Maggie Grigri. En disant malencontreusement qu'elle est une sorcière, Maggie Grigri se change en grenouille. Pour réparer son erreur, Doremi doit devenir une sorcière pour rendre à Maggie Gigri son apparence normale. |                                    |                                  | |                       |
| 2 | Être ou ne pas être soi            | 私、はづきちゃんになる!          | Watashi, Hazuki-chan ni Naru! (Je, deviens Hazuki-chan)                                                 | 14 février 1999       |
| Émilie, la meilleure amie de Dorémi, envie terriblement son amie (c'est réciproque). Dorémi, voulant utiliser ses pouvoirs magiques, décide de transformer Emilie en Dorémi et Dorémi en Emilie. Il va s'avérer que la vie de l'une comme de l'autre est bien différente...                         |                                    |                                  | |                       |
| 3 | Une nouvelle amie                  | 転校生はナニワっこ! あいこ登場   | Tenkōsei wa Naniwa-ko! Aiko Tōjō (La nouvelle élève de Naniwa! L'apparition d'Aiko)                     | 21 février 1999       |
| Une nouvelle élève nommée Sophie originaire d'Osaka est transférée dans la classe de Doremi. Lorsque Doremi la connaît un peu mieux, celle-ci se lie d'amitié avec Sophie. |                                    |                                  | |                       |
| 4 | Le trio infernal                   | みんな魔女なら怖くない           | Minna Majo Nara Kowakunai (Ce n'est pas effrayant si on est toutes des sorcières)                       | 28 février 1999       |
| Émilie et Sophie découvrent le secret de Doremi, comme quoi elle est une apprentie-sorcière; elles deviennent à leur tour des apprenties-sorcières. Les trois jeunes filles redécorent la boutique après que Doremi l'a malencontreusement détruite.                                                |                                    |                                  | |                       |
| 5 | La boutique Magique                | 新装開店! MΑHO堂                 | Shinsō Kaiten! Mahōdō (La Grande Réouverture! Le MAHO-Do)                                               | 7 mars 1999           |
| Après avoir redécoré et renommé leur boutique de magie, les filles attendent leur premier client et une sorcière du nom de Délia vient leur rendre visite. |                                    |                                  | |                       |
| 6 | Le mensonge est un vilain défaut   | ウソつきは友情の始まり           | Usotsuki wa Yūjō no Hajimari (La première amitié d'une menteuse)                                        | 14 mars 1999          |
| Sophie se fait une amie : Nathalie. Celle-ci commence à lui mentir au sujet de son père. Sophie découvre la vérité et s'énerve. Les filles vont tenter de réconcilier les brouillées grâce à la magie...                                                                                            |                                    |                                  | |                       |
| 7 | Le premier examen                  | めざせ9級! 魔女試験              | Mezase Kyu-kyū! Majo Shiken (Viser le Niveau 9! L'examen de sorcellerie)                                | 21 mars 1999          |
| Les trois jeunes filles se préparent à passer leur premier examen, mais Doremi doit passer la journée à garder sa petite sœur Bibi. Bibi, quant à elle, voudrait prendre le train pour rendre visite à ses grands-parents.                                                                          |                                    |                                  | |                       |
| 8 | L'examen de rattrapage             | 魔女の世界へGO!!                 | Majo no Sekai he Go!! (Allons au Monde des Sorcières!!)                                                 | 28 mars 1999          |
| Après avoir échoué à l'examen de niveau 1, Doremi a l'occasion de passer un examen de rattrapage qui s'annonce très difficile. |                                    |                                  | |                       |
| 9 | Les aventures de Dodo              | どこ行ったの!? 妖精ドド          | Doko Ittano!? Yōsei Dodo (Où es-tu allée? La fée Dodo)                                                  | 4 avril 1999          |
| Dorémi a réussi son examen et obtient une fée: Dodo. La fée et la sorcière s'embrouillent et Dodo s'enfuit... |                                    |                                  | |                       |
| 10 | Une vieille dame indigne           | ピンチ! 先生にバレちゃった!      | Pinchi! Sensei ni Barechatta!! (Mince! La prof nous a découvert!!)                                      | 11 avril 1999         |
| Mademoiselle Kiki ayant découvert des photos compromettantes, elle et le principal adjoint rendent visite à la soi-disant grand-mère de Sophie à la boutique de magie. |                                    |                                  | |                       |
| 11 | Une élève matinale                 | 早起き少女まりなと心の花たば     | Hayaoki Shōjo Marina to Kokoro no Hanataba (Marina la matinale et le bouquet venant du coeur)           | 18 avril 1999         |
| Après avoir été insultée par Thomas, Marina refuse de prendre soin des fleurs plantées devant l'école. Émilie est déterminée à aider Marina avec bien évidemment de Sophie et de Dorémi. |                                    |                                  | |                       |
| 12 | Le vœu du footballeur              | 大切なシャツの願い事             | Taisetsu na Shatsu no Negaigoto (Un souhait pour un maillot précieux)                                   | 25 avril 1999         |
| Un jeune petit frère échange son t-shirt fétiche pour acheter un porte-bonheur et porter chance à son grand frère qui joue au football. |                                    |                                  | |                       |
| 13 | Une bonne action                   | みんな不合格!? 8級試験           | Minna Fugōkaku!? Hachi-kyu Shiken (Tout le monde va le rater!? L'examen de Niveau 8)                    | 2 mai 1999            |
| Les filles passent à l'examen de niveau 2 dans lequel elles doivent courir un parcours d'obstacle en trois heures. |                                    |                                  | |                       |
| 14 | Une mission difficile              | 笑って許して!?                   | Waratte Yurushite!? (Ris et pardonne-moi!?)                                                             | 9 mai 1999            |
| Naomi est insultée par le SOS Trio car elle est grande et plus forte que les autres filles de son âge. |                                    |                                  | |                       |
| 15 | Bibi a trouvé une amie             | マジョリカ幼稚園に行く           | Majorika Yōchien ni Iku (Majorika va à la maternelle)                                                   | 16 mai 1999           |
| Maggie Grigri a été achetée par Bibi. Bibi traite Maggie Grigri comme une peluche et l'emmène à l'école. |                                    |                                  | |                       |
| 16 | Le lac des amoureux                | 恋を釣り上げよう                 | Koi wo Tsuriageyou (Pêcher pour l'amour)                                                                | 23 mai 1999           |
| Le père de Doremi l'emmène elle et ses amies pour pêcher avec un jeune garçon qui partage sa passion. |                                    |                                  | |                       |
| 17 | Le fauteur de troubles             | 矢田くんは不良小学生!?           | Yada-kun wa Furyō Shōgakusei? (Yada-kun est-il est un délinquant?)                                      | 30 mai 1999           |
| Maxime a été arrêté et personne d'autre ne croit à son innocence à part Émilie et mademoiselle Kiki. Avec la place de mademoiselle Kiki en jeu, Doremi, Émilie et Sophie vérifient à l'aide de leur magie si son arrestation est justifiée.                                                         |                                    |                                  | |                       |
| 18 | Magie interdite                    | 使っちゃダメ! 禁じられた魔法     | Tsukuccha Dame! Kinjirareta Maho (Ne l'utilise pas! La magie interdite)                                 | 6 juin 1999           |
| Lors d'un examen, Émilie utilise la magie pour soigner un animal, mais elle n'en a pas le droit. La reine lui interdit alors de pratiquer la magie pendant 10 jours. |                                    |                                  | |                       |
| 19 | L'enlèvement d'Émilie              | はづきちゃん誘拐される!          | Hazuki-chan Yūkai Sareru! (Hazuki-chan a été enlevée !)                                                 | 13 juin 1999          |
| Durant son dernier jour sans magie après avoir transgressé les lois du monde magique, Émilie est enlevée par deux malfaiteurs et seules Doremi et Sophie peuvent la sauver. |                                    |                                  | |                       |
| 20 | La rivale                          | ライバル登場! MΑHO堂大ピ〜ンチ!! | Raibaru Tōjō! Mahōdō Dai Pīnchi!! (La rivale apparait! Le MAHO-Do est en grand danger!!)                | 20 juin 1999          |
| Maggie Grigri perd sa boutique face à Délia lors d'un jeu de cartes. |                                    |                                  | |                       |
| 21 | Des objets dangereux               | マジョルカグッズは危険がいっぱい | Majoruka Guzzu wa Kiken ga Ippai (Les objets de Majoruka sont dangereux)                                | 27 juin 1999          |
| Les objets de la boutique de Malicia ont des méfaits secondaires et Dorémi et ses amies vont tout faire pour conjurer le mauvais sort. Dorémi en a marre d’héberger Maggie Grigri. |                                    |                                  | |                       |
| 22 | Le mauvais sort                    | 級魔女への道は遠い!?             | Roku-kyū Majo he no Michi wa Tōi!? (La route pour le Test n°6 est si longue que ça!?)                   | 4 juillet 1999        |
| Même après avoir restauré le bus, les filles ne vendent rien. L’examen de niveau 4 approche mais la porte du monde des sorcières est dans l’ancienne boutique. |                                    |                                  | |                       |
| 23 | À la recherche des boules de magie | 大逆転!? おジャ魔女の試練        | Dai Gyakuten!? Ojamajo no Shiren (Le Grand Renversement!? L'entrainement des ojamajos)                  | 11 juillet 1999       |
| Après une dispute avec son père, Sophie s’enfuit de chez elle. Les filles ont besoin de boules magiques pour aider leurs parents, elles vont devoir travailler pour la reine. |                                    |                                  | |                       |
| 24 | Conjuration                        | マジョルカ対6級おジャ魔女!       | Majoruka Tai Roku-kyū Ojamajo! (Majoruka contre des ojamajos de Niveau 6!)                              | 18 juillet 1999       |
| Les vendeurs de la boutique originale de magie ont jeté par accident la boule de cristal de Malicia. |                                    |                                  | |                       |
| 25 | L'apprentie sorcière               | おジャ魔女ぽっぷ登場!?           | Ojamajo Poppu Tōjō!? (L'ojamajo Pop apparait!?)                                                         | 25 juillet 1999       |
| Bibi la petite sœur de Doremi découvre le secret de sa sœur, elle devient donc une apprentie sorcière. |                                    |                                  | |                       |
| 26 | Cœurs purs                         | わたしたち、ピュアレーヌ         | Watashi-tachi, Pyuarēnu! (Nous sommes, les Pureleines!)                                                 | 1er août 1999         |
| Un chat en porcelaine provoque malheurs et destruction autour de lui. La Reine va confier aux filles une nouvelle tâche. |                                    |                                  | |                       |
| 27 | L'ordinateur ensorcelé             | オヤジーデがやってきた!?         | Oyajīde ga Yattekita!? (Oyajiide débarque!?)                                                            | 8 août 1999           |
| Doremi et ses amies ont reçu un ordinateur de la part de la reine, cette ordinateur est en fait un sorcier qu'on a enfermé dans cet ordinateur pour le libérer, il faudra que les filles retrouvent tous les objets maléfiques.                                                                     |                                    |                                  | |                       |
| 28 | Vacances à la montagne             | 恋は高原の風に乗って             | Koi wa Kōgen no Kaze ni Notte (L'amour est dans le vent de la vallée)                                   | 15 août 1999          |
| Les filles partent en vacances à la montagne dans le chalet des parents d’Emilie. Là-bas elles vont rencontrer Yannick qui vite va faire battre le cœur de Dorémi. |                                    |                                  | |                       |
| 29 | La console magique a disparu       | 夏祭りにタップが消えた!          | Natsu Matsuri ni Tappu ga Kieta! (Un Tappu a disparu au Natsu Matsuri)                                  | 22 août 1999          |
| Pendant le festival d'Eté, Dorémi a malencontreusement perdu sa console magique… |                                    |                                  | |                       |
| 30 | Rencontre avec un fantôme          | ユウレイに会いたい!              | Yūrei ni Aitai! (Je veux rencontrer le fantôme!)                                                        | 29 août 1999          |
| Toute la classe est invitée à passer une nuit au temple où ils vont faire une étrange rencontre. |                                    |                                  | |                       |
| 31 | Un cadeau de Mongolie              | モンゴルからのおくりもの         | Monguru Kara no Okurimono (Un cadeau de Mongolie)                                                       | 5 septembre 1999      |
| Clara cherche un cadeau pour son ami Carlos qu’elle a rencontré lors de son voyage en Mongolie. Les filles vont essayer de l’aider et vont passer leur examen de niveau 5. |                                    |                                  | |                       |
| 32 | Les élections                      | 打倒玉木! 学級委員選             | Datō Tamaki! Gakkyūīn Senkyō (Battre Tamaki! L'élection du délégué de classe)                           | 12 septembre 1999     |
| Héléna veut être une nouvelle fois élue déléguée de classe mais Frédérique se présente aussi. |                                    |                                  | |                       |
| 33 | La compétition sportive            | 運動会はパニックがいっぱい!      | Undōkai wa Panikku ga Ippai! (Panique lors de la rencontre d'athlétisme!)                               | 19 septembre 1999     |
| Les filles participent à une compétition sportive mais des catastrophes ne cessent depuis le début de la compétition. |                                    |                                  | |                       |
| 34 | La maman de Sophie                 | お母ちゃんに逢いたい!            | Okā-chan ni Aitai! (Je veux revoir ma mère!)                                                            | 26 septembre 1999     |
| La maman de Sophie donne une lettre à Emmanuel donnant RDV à Sophie à 17h. Mais celui-ci arrivant en retard à l’école est puni et n'a pas pu donner la lettre à Sophie. Sophie est désespérée. |                                    |                                  | |                       |
| 35 | Une nouvelle apprentie sorcière    | 転校生は魔女見習い!?             | Tenkōsei wa Majo Minarai!? (La nouvelle élève est une apprentie sorcière!?)                             | 3 octobre 1999        |
| Loulou la célèbre actrice arrive dans la classe des 3 filles. Une nouvelle apprentie sorcière va faire son apparition dans cet épisode. |                                    |                                  | |                       |
| 36 | Le lièvre et la tortue             | 四級試験はドドドドドー!          | Yon-kyū Shiken wa Do-do-do-do-dō! (Le Test de Niveau 4 est Do Do Do Do Doo!)                            | 10 octobre 1999       |
| Pour cet examen, les filles doivent vaincre le lièvre et la tortue, les célèbres personnages de la fable de La Fontaine. |                                    |                                  | |                       |
| 37 | L'invasion des grenouilles         | 魔女ガエルがいっぱい!            | Majo Gaeru ga Ippai! (Il y a beaucoup de grenouilles sorcières!!)                                       | 17 octobre 1999       |
| Pendant une tempête, toutes les grenouilles sorcières sont aspirées dans le monde des humains. |                                    |                                  | |                       |
| 38 | Le Monstre de Minuit               | りょうたと真夜中のかいじゅう     | Ryōta to Mayonaka no Kaijū (Ryota et le Kaiju de Minuit)                                                | 24 octobre 1999       |
| Roland est un garçon qui adore les monstres mais sa mère s’oppose à cette passion. |                                    |                                  | |                       |
| 39 | Premier Rendez-vous                | どれみの彼は中学生!              | Doremi no Kare wa Chūgakusei! (Le petit ami de Doremi est un collégien!)                                | 31 octobre 1999       |
| Lorsque Corentin, le frère de Marie, une camarade de classe de Doremi, surprend Loulou en tenue d'apprentie sorcière, celle-ci utilise la magie pour le faire tomber amoureux de la première fille venue.                                                                                           |                                    |                                  | |                       |
| 40 | L'examen de Niveau Trois           | どれみ楽勝? 3級試験              | Doremi Rakushō? San-kyū Shiken (Doremi va réussir? L'Examen de Niveau 3)                                | 14 novembre 1999      |
| Les filles vont devoir passer un nouvel examen mais celui-ci est différent car il est individuel. Elles devront traverser 3 mondes différents et ne pourront utiliser la magie que 2 fois. |                                    |                                  | |                       |
| 41 | La victoire de l'Amour             | 父と子·勝利への一手              | Chichi to Ko: Shōri no Itte! (Père et fils: mouvement vers la victoire!)                                | 21 novembre 1999      |
| Fabrice est passionné d’échec japonais mais son père et sa mère ne veulent pas qu’il se consacre au échec. |                                    |                                  | |                       |
| 42 | Méfiez-vous des Vilains Sorciers   | おジャ魔女·正義の戦い!?          | Ojamajo: Seigi no Tatakai!? (Ojamajo: Bataille pour la justice!?)                                       | 28 novembre 1999      |
| Loulou joue le rôle d’une princesse dans un épisode des rangers. Elle emmène un camarade de sa classe sur le tournage d’un épisode. Le président de son fan club lui donne RDV pour un duel. |                                    |                                  | |                       |
| 43 | L'Amour paternel                   | パパと花火と涙の思い出           | Papa to Hanabi to Namida no Omoide (Papa, feux d'artifice et souvenirs larmoyants)                      | 5 décembre 1999       |
| Hélena ne se fait jamais gronder par son père, les filles lui disent que son père ne l’aime pas. Hélena est perturbée. |                                    |                                  | |                       |
| 44 | Championne des Catch               | 女子プロレスラーになりたい!      | Joshi Puro Resurā ni Naritai! (Je veux devenir une lutteuse professionnelle!)                           | 12 décembre 1999      |
| Marilou aimerait devenir catcheuse professionnelle comme son idole « Candy Jolie ». |                                    |                                  | |                       |
| 45 | Il faut aider le Père-Noël !       | サンタさんを救え!                | Santa-san wo Sukue! (Il faut aider le Père Noël!)                                                       | 19 décembre 1999      |
| Bibi et sa bande de copains cherche le père Noël. Pendant ce temps, Doremi, Emilie, Loulou et Sophie aident le père Noël malade et affaibli pour la livraison des cadeaux. |                                    |                                  | |                       |
| 46 | La grande soirée du Balai!         | 魔女のかくし芸大会!              | Majo no Kakusigei taikai! (Le spectacle des sorcières!)                                                 | 26 décembre 2000      |
| Les filles doivent passer leur examen pendant la grande soirée du balai, la gagnante a le droit à un souhait. |                                    |                                  | |                       |
| 47 | Papa veut se marier                | お父ちゃんのお見合い             | Otō-chan no Omiai (La réunion de mariage pour Papa)                                                     | 2 janvier 2000        |
| Le père de Sophie va rencontrer une jeune femme avec qui il veut se remarier. |                                    |                                  | |                       |
| 48 | Le roi des ordinateurs             | おんぷのメールはラブレター?      | Onpu no Mēru wa Rabu Retā? (Le mail pour Onpu était une lettre d'amour?)                                | 9 janvier 2000        |
| Loulou reçoit beaucoup de mails et de lettres de ces admirateurs mais elle est trop paresseuse pour leur répondre elle-même. Elle demande donc à quelqu’un de le faire à sa place mais celle-ci leur envoie n’importe quoi.                                                                         |                                    |                                  | |                       |
| 49 | Le train de Papa                   | パパに会える! 夢を乗せた寝台特急 | Papa ni Aeru! Yume wo Noseta Shindai Tokkyū (Je veux revoir Papa! Le voyage rêvé dans le train de nuit) | 16 janvier 2000       |
| Loulou passe une audition pour un rôle dans un film. L’audition se termine tard et elle rate le train de son père. |                                    |                                  | |                       |
| 50 | L'examen final                     | 最後の見習い魔女試験             | Saigo no Minarai Majo Shiken (Le dernier examen d'apprentie sorcière)                                   | 23 janvier 2000       |
| Alors qu’Emilie, Sophie, Dorémi et Loulou passent leur dernier examen, leurs parents ainsi que des élèves de leur classe pénètrent dans la boutique. Ils vont ouvrir la porte du monde des sorcières.                                                                                               |                                    |                                  | |                       |
| 51 | Le profond sommeil de Loulou       | さようならMΑHO堂                 | Sayōnara, Mahōdō (Au revoir, le MAHO-Do)                                                                | 30 janvier 2000       |
| Loulou a utilisé ses pouvoirs pour effacer la mémoire de tous ceux qui ont découvert leur secret, ce qui est interdit. Loulou tombe subitement dans un profond sommeil. Les filles vont tout faire pour l’a réveiller.                                                                              |                                    |                                  | |                       |

## Saison 2:Ojamajo Doremi Sharp #
| No | Titre français                      | Titre japonais                          | Titre japonais | Date de 1re diffusion |
| No | Titre français                      | Kanji                                   | Rōmaji | Date de 1re diffusion |
| --- | ----------------------------------- | --------------------------------------- | --- | --------------------- |
| 1 | Naissance d'un bébé                 | どれみママになる!?                      | Doremi Mama ni Naru!? (Doremi devient maman!?)                                                                          | 6 février 2000        |
| Les filles s’introduisent dans le monde des sorcières pour rendre le sèche-cheveux à Maggie Grigri mais celles-ci tombent par hasard dans le jardin de la reine. Elles vont être témoin de la naissance d’un bébé sorcière.                                                        |                                     |                                         | |                       |
| 2 | Doremi joue les mamans              | 赤ちゃん育ては、もう〜たいへん!         | Akachan Sodate wa Mou~Taihen! (Élever un bébé est déjà très difficile!)                                                 | 13 février 2000       |
| Dorémi et les filles apprennent à s’occuper de Flora grâce au conseil de la maman de Dorémi. |                                     |                                         | |                       |
| 3 | L'examen de Bibi                    | 眠っちゃダメ! ぽっぷの見習い試験        | Nemuccha Dame! Poppu no Minarai Shiken (Ne pas dormir! Le test d'apprentie de Pop)                                      | 20 février 2000       |
| Bibi fait une nuit blanche pour s'occuper de Flora pour s'entraîner à veiller tard dans l'espoir de pouvoir passer son examen de magie le lendemain soir. |                                     |                                         | |                       |
| 4 | Une mauvaise mère                   | どれみはママ失格!?                      | Doremi wa Mama Shikkaku!? (Doremi a échoué en tant que mère!?)                                                          | 27 février 2000       |
| Flora tombe malade par la faute de Doremi qui s'occupait des problèmes de Mary et d'Eric. |                                     |                                         | |                       |
| 5 | Les démons du clocher               | さよならオヤジーデ                      | Sayonara Oyajiide (Au revoir Oyajiide)                                                                                  | 5 mars 2000           |
| Mademoiselle se rend à la boutique pour demander de l'engrais à DoReMi et ses amis. En effet, la chapelle de l'école où elle a grandi a vu toutes ses plantes mourir. Il s'agirait du dernier démon.                                                                               |                                     |                                         | |                       |
| 6 | La première pâquerette              | 意地っぱりとデイジーの花ことば          | Ijippari to Daisy no Hana Kotoba (Prise de tête et "pâquerette" dans le langage floral)                                 | 12 mars 2000          |
| Marina, l'élève qui s'occupe des fleurs, s'est faite insulté par Thomas, un élève qu'elle apprécie beaucoup, mais celui-ci a été incité à faire ça par le trio S.O.S. |                                     |                                         | |                       |
| 7 | Flora chez le docteur               | ハナちゃんの健康診断                    | Hana-chan no Kenkoushindan (Le bilan de santé d'Hana-chan)                                                              | 19 mars 2000          |
| Flora passe une visite médicale et va passer plusieurs épreuves pour savoir si DoReMi et ses amies sont capables de l'élever. |                                     |                                         | |                       |
| 8 | Voyage dans le temps                | 時間を超えて、おんぷママの秘密を探せ!   | Jikan wo Koete, Onpu Mama no Himitsu Sagase! (A travers le temps, à la recherche du secret de la mère d'Onpu)           | 26 mars 2000          |
| DoReMi et ses amies partent en 1980 pour découvrir le secret de la mère de Loulou. |                                     |                                         | |                       |
| 9 | L'herbe magique                     | ハーブを探せ!MAHO堂バスの旅             | Herb wo Sagase! MAHO Dou Bus no Tabi (Rechercher les herbes! Le voyage en bus MAHO-Do)                                  | 2 avril 2000          |
| Les filles ont besoin d'herbes magiques pour Flora et vont aller voir une veille sorcière qui n'est qu'autre que la mère de Maggie Grigri. |                                     |                                         | |                       |
| 10 | Sophie est amoureuse                | 高校生あいこは「走る少女」!?            | Koukousei Aiko wa "Hashiru Shōjo"!? (La lycéenne Aiko dans "La fille qui court"!?)                                      | 9 avril 2000          |
| (Hors-série). Une histoire de romance fictive entre Sophie et un héros de roman. |                                     |                                         | |                       |
| 11 | Vive les copines !                  | はづきちゃん踊りを習う!?                | Hazuki-chan Odori wo Narau!? (Hazuki-chan apprend la danse traditionnelle!?)                                            | 16 avril 2000         |
| Emilie prend des cours de danses que sa mère lui oblige à suivre. |                                     |                                         | |                       |
| 12 | Le deuxième test                    | 健康診断でイエローカード!               | Kenkoushinden de Yellow Card! (Carton jaune pour bilan de santé!)                                                       | 23 avril 2000         |
| Dorémi et ses amies passent la deuxième visite médicale de Flora. |                                     |                                         | |                       |
| 13 | Des vacances à la campagne          | どれみ、お嫁さんになる?                 | Doremi, Oyome-san ni Naru? (Doremi, se marie?)                                                                          | 30 avril 2000         |
| Dorémi, ses amies, lala et Maggie Grigri se rendent à la ferme pour des vacances aisnsi que pour un concert de Loulou. |                                     |                                         | |                       |
| 14 | Bibi tombe amoureuse                | ぽっぷの初恋?あこがれの順一先生!        | Poppu no Hatsukoi? Akogare no Junichi-sensei! (Le premier amour de Pop ? L'admiration pour Junichi-sensei!)             | 7 mai 2000            |
| Bibi se lie d'affection avec son nouveau professeur de maternel. |                                     |                                         | |                       |
| 15 | La fête des mères                   | 母の日とお母さんのにがお絵              | Haha no Hi to Okaa-san no Nigaoe (La fête et le portrait des mères)                                                     | 14 mai 2000           |
| Sarah, qui vit sans mère à ses côtés, et Frédéric décident de sécher les cours après que leur professeur leur ai demandé de dessiner un portrait de leur mère pour la fête des mères.                                                                                              |                                     |                                         | |                       |
| 16 | Flora fait des siennes              | はじめてのハイハイ!?春風家、大パニック! | Hajimete no Haihai!? Harukaze Ke Dai Panic! (Pour la première fois à quatre-pattes!? Grosse panique chez les Harukaze!) | 21 mai 2000           |
| Flora apprend à marcher à quatre pattes. |                                     |                                         | |                       |
| 17 | Vas-y Flora !                       | ハナちゃんのハイハイ健診                | Hana-chan no Haihai Kenshin (L'examen à quatre-pattes d'Hana-chan)                                                      | 24 mai 2000           |
| Flora passe son troisième examen médical. |                                     |                                         | |                       |
| 18 | Une amie précieuse                  | ドドが家出しちゃった!                   | Dodo ga Iede Shichatta! (Dodo s'est enfui !)                                                                            | 4 juin 2000           |
| Dodo, la petite fée de Dorémi, s'enfuit de chez elle. |                                     |                                         | |                       |
| 19 | La dispute                          | どれみとはづきの大げんか                | Doremi to Hazuki no Oogenka (La grande dispute de Doremi et Hazuki)                                                     | 11 juin 2000          |
| DoReMi et Emilie se disputent, tout comme il y a 5 ans. |                                     |                                         | |                       |
| 20 | La maman de Sophie                  | お母ちゃんに会える!あいこ涙の再会       | Okaa-chan no Aeru! Aiko Namida no Saikai (Je vais revoir ma mère! Les retrouvailles larmoyantes d'Aiko)                 | 25 juin 2000          |
| Sophie est invitée à passer la nuit chez sa mère et cette première apprendra comment s'est déroulé le divorce de ses parents. |                                     |                                         | |                       |
| 21 | Promesses                           | 人間嫌いのマジョドンとやくそくのハーブ  | Ningengirai no Majodon to Yakusoku no Herb (La misanthrope Majodon et la promesse de l'herbe)                           | 2 juillet 2000        |
| Après avoir passé le test de la poussette, Dorémi et ses amies relèvent un défi un peu particulier proposé par le Docteur Guéritout. |                                     |                                         | |                       |
| 22 | Le piège du magicien                | 魔法使いのワナ 帰ってきたオヤジーデ!    | Mahoutsukai no Wana Kaittekita Oyajiide (Le piège du magicien - Oyajiide est de retour!)                                | 9 juillet 2000        |
| Alexandre jaune-d'Œuf est de retour pour enlever Flora. Il a dans l'optique de restaurer la gloire d'antan du royaume des magiciens. |                                     |                                         | |                       |
| 23 | Nouveau pouvoir magique             | 新たな力でハナちゃんをとりもどせ!       | Arata na Chikara de Hana-chan wo Torimodose! (Sauver Hana-chan avec un nouveau pouvoir!)                                | 17 juillet 2000       |
| DoRéMi et ses amies vont se voir attribuer le titre d'apprenties royales par la reine pour partir à la recherche de Flora, qui a été enlevée par Alexandre Jaune-d'Œuf. |                                     |                                         | |                       |
| 24 | Le pouvoir du croissant             | あげパンパワーおそるべし!               | Agepan Power Osorubeshi! (L'incroyable puissance du agepan!)                                                            | 24 juillet 2000       |
| Un trio d'élève s’entraînent pour un concours de sumos. |                                     |                                         | |                       |
| 25 | Un garçon mystérieux                | 謎の美少年·暁くん登場!                  | Nazo no Bishōnen, Akatsuki-kun Toujou! (Le garçon mystérieux - Akatsuki-kun apparaît!)                                  | 30 juillet 2000       |
| Dorémi rencontre Jérémy, un mystérieux garçon dont elle tombe amoureuse. Il se révèle que ce dernier possède quelques pouvoirs magiques et est très intéressé par Flora. |                                     |                                         | |                       |
| 26 | Au régime !                         | かなえちゃんのダイエット作戦            | Kanae-chan no Diet Sakusen (La stratégie de régime de Kanae-chan)                                                       | 6 août 2000           |
| DoReMi et ses amies vont aider Catherine à faire un régime. |                                     |                                         | |                       |
| 27 | Souvenir d'une merveilleuse journée | 北国のハーブと大切な思い出              | Kitaguni no Herb to Taisetsu na Omoide (Les herbes du nord et les souvenirs importants)                                 | 13 août 2000          |
| Dorémi et ses amies, accompagnées de Lala, Maggie Grigri et sa mère partent à la campagne pour trouver des herbes magiques. Là-bas elles croisent le père de Dorémi en train de pêcher avec une jeune femme.                                                                       |                                     |                                         | |                       |
| 28 | Il faut sauver Flora                | ねらわれた健康診断                      | Nerawareta Kenkoushindan (Le bilan de santé pris pour cible)                                                            | 20 août 2000          |
| Flora passe son examen du sixième mois, et Alexandre Jaune-d'Œuf en profite pour tenter de l'enlever. |                                     |                                         | |                       |
| 29 | Le mystère de l'été                 | もだめしでみんなが消えた!?              | Kimodameshi de Minna ga Keitai!? (Tout le monde a disparu!?)                                                            | 27 août 2000          |
| Toute la classe de Dorémi se réunit au temple pour passer leurs épreuve de courage, comme à chaque année. |                                     |                                         | |                       |
| 30 | La rentrée des classes              | 関先生に恋人ができた!?                  | Seki-sensei ni Koibito ga Dekita!? (Seki-sensei a un amoureux!?)                                                        | 3 septembre 2000      |
| Mademoiselle Kiki s'est trouvé un nouveau petit ami durant les vacances d'été. Les filles vont alors tenter de savoir si ce petit ami est fait pour elle. |                                     |                                         | |                       |
| 31 | Le retour de Jérémy                 | 魔法使いの国からFLAT4参上!              | Mahoutsukai no Kuni kara FLAT 4 Sanjou! (Le FLAT4 arrive du Monde des Magiciens!)                                       | 10 septembre 2000     |
| Jérémy est désormais accompagné de trois nouveaux amis magiciens. Pendant ce temps, Flora apprend à marcher. |                                     |                                         | |                       |
| 32 | Les malheurs d'Émilie               | とんでけピュー!ドドたちの大変身         | Tondekepyuu! Dodo-tachi no Dai Henshin (Vas-y, vole! La grande transformation de Dodo et ses amies)                     | 17 septembre 2000     |
| Le quatuor FLAT4 enlève Flora. Félix, tombe de plus en plus amoureux d'Emilie. |                                     |                                         | |                       |
| 33 | L'excursion                         | 遠足はみんなでハイチーズ!               | Ensoku wa Minna de Hai Cheese (Dites "Cheese!" pendant l'excursion!')                                                   | 1er octobre 2000      |
| La classe de Dorémi va à la campagne, mais Clara, qui s'occupe des photos, agace le reste de la classe. |                                     |                                         | |                       |
| 34 | La dispute                          | たこ焼きは仲なおりの味                  | Takoyaki wa Nakanaori no Aji (Un takoyaki qui a le goût de la réconciliation)                                           | 8 octobre 2000        |
| Sophie et Loulou se disputent. |                                     |                                         | |                       |
| 35 | La pyramide                         | 運動会でてっぺんをめざせ!               | Undoukai de Teppen wo Mezase! (Viser le sommet pour la compétition sportive!)                                           | 15 octobre 2000       |
| La classe de Bibi répète des figures pour le cours de gym. De la pyramide à l'éventail, ils répètent, tandis que la brute de la classe s'attire des ennuis. |                                     |                                         | |                       |
| 36 | Le défi                             | あいこがライバル!スポーツ勝負!!         | Aiko ga Rival! Sports Shoubu!! (Le rival d'Aiko! La grande confrontation sportive!!)                                    | 22 octobre 2000       |
| Sophie bat Léon du FLAT4 et celui-ci tient absolument à prendre sa revanche, même lorsque Flora se perd pour attraper une libellule. |                                     |                                         | |                       |
| 37 | L'examen de Bibi et Flora           | ハナちゃんもぽっぷも試験中!             | Hana-chan mo Poppu mo Shiken Naka! (Hana-chan et Pop en plein examen!)                                                  | 29 octobre 2000       |
| Flora passe son examen médical, tandis que pendant ce temps, Bibi passe son examen d'apprentie sorcière. |                                     |                                         | |                       |
| 38 | Émilie metteur en scène             | はづきちゃんは名監督!                   | Hazuki-chan wa Meikantoku! (Hazuki-chan, metteuse en scène!)                                                            | 12 novembre 2000      |
| La classe de Dorémi organise une pièce de théâtre, et Emilie est désigné comme metteur en scène, puisqu'il s'agit du métier de son père. |                                     |                                         | |                       |
| 39 | Le petit comédien                   | わがままっ子と怒ったかいじゅう          | Waga Mamaako to Okotta Kaishuu (Le petit égoïste et le monstre en colère)                                               | 19 novembre 2000      |
| Dorémi, Emilie, Sophie, Maggie Grigri et Lala, accompagnées de Flora rendent visite à Loulou sur un tournage, mais sur place, elles vont subir les caprices d'un jeune comédien.                                                                                                   |                                     |                                         | |                       |
| 40 | Le piano                            | 春風家にピアノがやってくる!             | Harukaze Ke ni Piano ga Yattekuru! (Le piano est livré à la famille Harukaze!!)                                         | 26 novembre 2000      |
| Bibi souhaite apprendre le piano, tout comme sa sœur aînée l'a fait auparavant. |                                     |                                         | |                       |
| 41 | Devenir une star                    | おんぷに追いつけ!アイドルへの道!        | Onpu ni Oitsuke! Idol He no Michi! (Rattraper Onpu! La route pour devenir une idole!)                                   | 3 décembre 2000       |
| Loulou a besoin de Flora pour un tournage, et Stéphane, un des membres du FLAT4 va en profiter pour tenter lui aussi de devenir une vedette. |                                     |                                         | |                       |
| 42 | Une étrange sorcière                | 魔法をつかわない魔女                    | Mahou wo Tsukawanai Majo (La sorcière qui n'utilise pas la magie)                                                       | 10 décembre 2000      |
| En rentrant d'un examen, Dorémi et ses amies vont rencontrer Virginie, une sorcière qui n'utilise pas ses pouvoirs magiques... |                                     |                                         | |                       |
| 43 | Flora va à l'école                  | ハナちゃんはクラスメイト!?              | Hana-chan wa Classmate!? (Hana-chan devient camarade de classe!?)                                                       | 17 décembre 2000      |
| Maggie Grigri et Lala la fée sont trop malade pour s'occuper de Flora. De ce fait, Doremi et les filles doivent emmener Flora à l'école. |                                     |                                         | |                       |
| 44 | La magie de noël                    | 幸せのホワイト·クリスマス               | Shiawase no White Christmas (Un Joyeux Noël blanc)                                                                      | 24 décembre 2000      |
| Les filles se doivent de passer un joyeux réveillon de noël aux côtés de leur famille. |                                     |                                         | |                       |
| 45 | Leçon d'histoire                    | おジャ魔女時代劇·少女よ大志をいだけ!    | Ojamajo Jidaigeki · Shōjo yo Taishi wo Idake! (Passage historique Ojamajo: la fille qui donnait l'ambition!)            | 31 décembre 2000      |
| [Hors-série] |                                     |                                         | |                       |
| 46 | Le dernier test                     | 最後の健診·ハナちゃんはママが守る!      | Saigo no Kenkoushindan · Hana-chan wa Mama ga Mamoru! (Le dernier bilan médical - Les mamans protègent Hana-chan!)      | 7 janvier 2001        |
| Flora passe le test du douzième mois, mais Jérémy et ses amis en profite pour révéler leurs véritables intentions et enlever Flora. |                                     |                                         | |                       |
| 47 | La guerre des deux mondes           | ハナちゃんを返して!魔法大決戦           | Hana-chan wo Kaeshite! Mahou Dai Kessen (Rendez-nous Hana-chan! La grande bataille magique)                             | 14 janvier 2001       |
| Cet épisode tourne autour du sauvetage de Flora dans le monde des magiciens. |                                     |                                         | |                       |
| 48 | Qu'arrive-t-il à Flora?             | ハナちゃんが死んじゃう!?                | Hana-chan ga Shinjau!? (Hana-chan va mourir!?)                                                                          | 21 janvier 2001       |
| L'ancêtre de la reine des sorcières jette un sort sur Flora ce qui fait qu'elle tombe gravement malade. Pour avoir un espoir de la sauver, les filles doivent pénétrer dans la forêt des sorts pour tenter de récupérer le remède qui guérira Flora : La fleur de l'amour Suprême. |                                     |                                         | |                       |
| 49 | Le départ de Flora                  | さよならハナちゃん                      | Sayonara Hana-chan (Au revoir Hana-chan)                                                                                | 28 janvier 2001       |
| Les filles pénètrent dans la forêt des sorts pour tenter de trouver la fleur de l'amour Suprême. |                                     |                                         | |                       |

## Saison 3:Mo~tto! Ojamajo Doremi

### Saison principale
| No | Titre français                                         | Titre japonais                  | Titre japonais                                                                           | Date de 1re diffusion |
| No | Titre français                                         | Kanji                           | Rōmaji                                                                                   | Date de 1re diffusion |
| --- | ------------------------------------------------------ | ------------------------------- | ---------------------------------------------------------------------------------------- | --------------------- |
| 1 | La rentrée des classes                                 | どれみ、嵐の新学期              | Doremi, Arashi no Shingakki! (Doremi, le nouveau semestre tempétueux!)                   | 4 février 2001        |
| Dorémi et ses amies rencontrent Mindy, une apprentie sorcière. Avec elle, elles vont retrouver leurs statut d'apprenti sorcière et leurs boutique de jardinage va se transformer en une confiserie. |                                                        |                                 |                                                                                          |                       |
| 2 | La boucle d'oreille                                    | ももこが泣いた!?ピアスの秘密    | Momoko ga Naita!? Pierce no Himitsu (Momoko a pleuré!? Le secret de la boucle d'oreille) | 11 février 2001       |
| À l'école, Mindy refuse de se faire confisquer sa boucle d'oreille. Le scénario tournera par la suite autour de cette dernière.                                                                     |                                                        |                                 |                                                                                          |                       |
| 3 | Seule contre tous                                      | 大キライ!でも友だちになりたい!  | Dai Kirai! Demo Tomodachi ni Naritai! (Je te déteste! Mais je veux être ton amie!)       | 18 février 2001       |
| Mindy se met à dos Emilie et Loulou, et pendant ce temps, elle se découvre pourquoi Héléna est aussi détestable.                                                                                    |                                                        |                                 |                                                                                          |                       |
| 4 | Gâteaux à gogo                                         | ようこそ、スウィートハウスへ!   | Youkoso, Sweet House He! (Bienvenue au Sweet House!)                                     | 25 février 2001       |
| Les filles ouvrent leur boutique de confiseries. |                                                        |                                 |                                                                                          |                       |
| 5 | Des concurrents pas très sérieux                       | SOSトリオが解散!?               | SOS Trio ga Kaisan!? (Le Trio SOS se dissout!?)                                          | 4 mars 2001           |
| Sébastien est le nouveau membre du trio SOS. Déçu, Stan décide de créer son propre trio avec Benjamin, le garçon le plus populaire de la classe.                                                    |                                                        |                                 |                                                                                          |                       |
| 6 | La première épreuve                                    | 挑戦!初めてのパティシエ服       | Chousen! Hajimete no Patissieru Shiken (Défi! Le premier examen de Pâtissière)           | 11 mars 2001          |
| Les filles passent leur premier examen de pâtisserie. |                                                        |                                 |                                                                                          |                       |
| 7 | Flora a disparu                                        | おかえり!ハナちゃん             | Okaeri! Hana-chan (Bon retour! Hana-chan)                                                | 18 mars 2001          |
| Le comte Philippe amène Flora dans le monde des humains pour voir la projection du film de Loulou.                                                                                                  |                                                        |                                 |                                                                                          |                       |
| 8 | Une amie exceptionnelle                                | 親友って、なーに?               | Shinyutte, Nani? (Une meilleure amie, c'est quoi?)                                       | 25 mars 2001          |
| Nathalie se fait une nouvelle amie : Marjolaine. Celle-ci est jalouse de la relation qu'elle a avec Sophie.                                                                                         |                                                        |                                 |                                                                                          |                       |
| 9 | Le trésor d'Émilie et de Tony                          | はづきとまさるのたからもの      | Hazuki to Masaru no Takaramono (Le trésor d'Hazuki et de Masaru)                         | 1er avril 2001        |
| Emilie prête accidentellement l'oiseau siffleur que lui a offert Frédéric à Mindy. |                                                        |                                 |                                                                                          |                       |
| 10 | Je ne veux pas grandir                                 | おとなになんてなりたくない!     | Otona ni Nante Naritakunai! (Je ne veux pas être adulte!)                                | 8 avril 2001          |
| Aujourd'hui, c'est la visite médicale. Naomi redoute particulièrement cette visite à cause de son soutien-gorge.                                                                                    |                                                        |                                 |                                                                                          |                       |
| 11 | La déprime du professeur                               | 先生が止まらない!!              | Sensei ga Tomaranai!! (La professeure ne s'arrête pas!!)                                 | 15 avril 2001         |
| La professeur de Sophie, Emilie et Loulou fait une dépression à cause de son manque d'autorité face à ses élèves.                                                                                   |                                                        |                                 |                                                                                          |                       |
| 12 | Le choix de l'entraîneur                               | 小竹VS鬼コーチ五女              | Kotake VS Onii Coach Igarashi (Kotake VS Igarashi le coach démonique)                    | 22 avril 2001         |
| Un nouvel entraîneur arrive dans l'équipe de foot. Il s'agit d'Eric, l'ancien capitaine de l'équipe de foot dont Dorémi était amoureuse.                                                            |                                                        |                                 |                                                                                          |                       |
| 13 | Le port du rêve                                        | 夢の船にのりたい!               | Yume no Fune ni Noritai! (Je veux être sur le bateau du rêve!)                           | 29 avril 2001         |
| Dorémi et ses amies, ainsi que Maggie Grigri et Lala s'offrent des vacances avec Flora à côté d'un port.                                                                                            |                                                        |                                 |                                                                                          |                       |
| 14 | L'anniversaire de Mindy                                | 波乱のハッピーバースデー        | Haran no Happy Birthday (Un joyeux anniversaire turbulent)                               | 6 mai 2001            |
| Hélena est accidentellement invitée à l'anniversaire de Mindy. |                                                        |                                 |                                                                                          |                       |
| 15 | Une mère honorable                                     | きれいなお母さんはスキ?キライ?  | Kirei na Okasan wa Suki? Kirai? (Est-ce que j'aime ma mère? Ou la déteste?)              | 13 mai 2001           |
| Une femme qui tient un restaurant de nuit subit le dégoût de son fils Barnabé. Dorémi et ses amies vont tenter de les réconcilier.                                                                  |                                                        |                                 |                                                                                          |                       |
| 16 | Le grand test                                          | おいしいだけじゃ、ダメ!?        | Oishii Dakeja, Dame!? (C'est délicieux, mais non?)                                       | 20 mai 2001           |
| Les filles passent leurs second examen de pâtisserie. |                                                        |                                 |                                                                                          |                       |
| 17 | La rivale de Bibi                                      | 因縁のライバル!!春風と玉木      | Innen no Rival! Harukaze to Tamaki (Rivalité! Les Harukaze et les Tamaki)                | 20 mai 2001           |
| Bibi doit passer sur scène pour jouer du piano mais une fille de sa classe la déstabilise. Il s'avère qu'il s'agisse d'Erika, la cousine d'Héléna.                                                  |                                                        |                                 |                                                                                          |                       |
| 18 | Une journée de star                                    | 密着!!チャイドルの一日          | Micchaku! Chaidoru no Ichijutsu (Impressionnant!! La journée d'une child idol)           | 3 juin 2001           |
| Mindy accompagne Loulou à ses tournages tout en travaillant sa grammaire. |                                                        |                                 |                                                                                          |                       |
| 19 | Tel père, tel fils                                     | ケンカばっかり似たもの親子      | Kenka Bakkari Nitamono Oyako (Une querelle temporaire entre parent et enfant)            | 10 juin 2001          |
| Un homme policier délaisse son fils. |                                                        |                                 |                                                                                          |                       |
| 20 | La camarade de classe fantôme                          | はじめて会うクラスメイト        | Hajimete Au Classmate (Bienvenue à la nouvelle camarade de classe)                       | 24 juin 2001          |
| Capucine, une jeune élève de la classe de Dorémi est continuellement absente et semble malade. |                                                        |                                 |                                                                                          |                       |
| 21 | Le grand magasin des sorcières                         | まほうのもとがなくなっちゃう!!  | Mahou no Moto ga Naku Nachau!! (Nous n'avons plus de poudre magique!!)                   | 1er juillet 2001      |
| Dorémi n'a plus de poudre magique et doit en acheter. |                                                        |                                 |                                                                                          |                       |
| 22 | Ma grande sœur                                         | ぽっぷがお姉ちゃん??            | Poppu ga Oneechan?? (Pop devient une grande soeur??)                                     | 8 juillet 2001        |
| Une petite fille décide de suivre Bibi partout et d'en faire sa grande sœur. |                                                        |                                 |                                                                                          |                       |
| 23 | L'examen de pâtisserie                                 | なぎさのハマグリ                | Nagisa no Hamaguri (La palourde de Nagisa)                                               | 15 juillet 2001       |
| Dorémi passent leurs troisième examen de pâtisserie. |                                                        |                                 |                                                                                          |                       |
| 24 | Vive le rock'n'roll                                    | 音楽クラブでロックンロール!?    | Ongaku Club de Rock 'N' Roll!? (Du Rock and Roll dans un club de musique!?)              | 22 juillet 2001       |
| Le club de musique répète pour le festival d'automne. |                                                        |                                 |                                                                                          |                       |
| 25 | Une surprise de taille                                 | ひとりぼっちの夏休み            | Hitoribocchi no Natsuyasumi (Des vacances d'été solitaire)                               | 29 juillet 2001       |
| Dorémi a l'impression que tout le monde l'évite comme la peste. |                                                        |                                 |                                                                                          |                       |
| 26 | Les bonhommes en pain d'épices                         | 想いよとどけ!あいこ大阪へ       | Omoi yo Todoke! Aiko Osaka He (Dis tes sentiments! Aiko à Osaka)                         | 5 août 2001           |
| Sophie et son père doivent pique-niquer avec la mère de Sophie pour tenter de reformer leurs familles.                                                                                              |                                                        |                                 |                                                                                          |                       |
| 27 | Bibi passe l'épreuve                                   | いじわる試験を切りぬけろ!       | Ijiwaru shiken wo Kiri Nukeru! (Passer un examen insupportable!)                         | 12 août 2001          |
| Bibi passe son examen pendant que Dorémi et ses amies vont voir Flora. |                                                        |                                 |                                                                                          |                       |
| 28 | Le jardin d'enfants des sorcières est plein de dangers | 魔女幼稚園、危機いっぱつ!       | Majo Youchien, Kiki Ippatsu! (Le jardin d'enfant des sorcières, tout un spectacle!!)     | 19 août 2001          |
| Flora fait des siennes à la garderie. |                                                        |                                 |                                                                                          |                       |
| 29 | Le fantôme du puits                                    | 恐怖!井戸ユウレイの呪い         | Kyoufu! Ido Yuurei no Noroi (Terreur! La malédiction du fantôme du puits)                | 26 août 2001          |
| Cette année, l'épreuve de courage as lieu près d'un puits hanté. |                                                        |                                 |                                                                                          |                       |
| 30 | La recette miracle                                     | まぼろしのレシピをください!     | Maboroshi no Recipe wo Kudasai! (Donnez-nous le livre de recette!)                       | 2 septembre 2001      |
| Flora a reçu une malédiction et doit manger des légumes pour vaincre celle-ci. Dorémi et ses amies vont demander de l'aide à la cuisinière de l'ancienne reine des sorcières.                       |                                                        |                                 |                                                                                          |                       |
| 31 | Début de guérison                                      | なおしてみせます!野菜ギライ     | Naoshite Misemasu! Yasai Girai (Essayons encore! Le dégoût des légumes)                  | 9 septembre 2001      |
| Flora recommence lentement à manger des légumes. |                                                        |                                 |                                                                                          |                       |
| 32 | Mindy apprentie maman                                  | ももこのママ修行                | Momoko no Mama Shuugyou (La formation de Maman de Momoko)                                | 16 septembre 2001     |
| Mindy se sent rejeté parce qu'elle n'est pas une des maman de Flora. |                                                        |                                 |                                                                                          |                       |
| 33 | Le défi                                                | 天下無敵!?おジャ魔女な助太刀    | Tenka Muteki!? Ojamajo na Sukedachi (Invincible!? L'entrainement à l'épée des Ojamajos!) | 23 septembre 2001     |
| DoReMi et ses amies découvrent le Kendo. |                                                        |                                 |                                                                                          |                       |
| 34 | Une recette oubliée                                    | よみがえれ!伝説のお菓子         | Yomigaere! Densetsu no Okashi (Résurrection! Le bonbon légendaire)                       | 30 septembre 2001     |
| Les apprenties passent leurs quatrième examen de pâtisserie. |                                                        |                                 |                                                                                          |                       |
| 35 | Héléna, présidente                                     | 玉木、天下をとる!?              | Tamaki, Tenka wo Toru!? (Tamaki, à la conquête du monde!?)                               | 7 octobre 2001        |
| La classe de Dorémi doit élire son porte-parole. Héléna se présente. |                                                        |                                 |                                                                                          |                       |
| 36 | Une idée géniale                                       | はづきのおいしいアイデア        | Hazuki no Oishii Idea (L'idée délicieuse d'Hazuki)                                       | 14 octobre 2001       |
| Un repas de l'école est organisé. Emilie met en place une stratégie pour encourager tout le monde à bien manger.                                                                                    |                                                        |                                 |                                                                                          |                       |
| 37 | La révolte des fées                                    | 妖精だって休みたい!!            | Yousei Datte Kyuu Mitai!! (Même les fées veulent faire la grève!!)                       | 21 octobre 2001       |
| Assez d'être plongé dans le travail, les fées se révoltent contre leurs maîtresses. |                                                        |                                 |                                                                                          |                       |
| 38 | Capucine retourne à l'école                            | 学校に行きたい                  | Gakkou ni Ikitai! (Je veux aller à l'école!)                                             | 28 octobre 2001       |
| Capucine, une nouvelle élève de la classe de Doremi, est devenue une Hikikomori. Doremi et ses amies tentent de la faire retourner à l'école.                                                       |                                                        |                                 |                                                                                          |                       |
| 39 | Le spectacle de fin d'année                            | 学学芸会!主役はだーれ?          | Gakugeikai! Shuyaku wa Daare? (Le spectacle de fin d'année! Qui aura le rôle principal?) | 11 novembre 2001      |
| Une nouvelle dispute éclate entre Bibi et Erika concernant la pièce de théâtre que leur classe organisent. L'une voulant faire une représentation du Chat Botté, l'autre de Cendrillon.             |                                                        |                                 |                                                                                          |                       |
| 40 | La récolte des pommes de terre                         | ハナちゃん、イモを掘る!         | Hana-chan, Imo wo Horu! (Hana-chan, creuse des pommes de terres!)                        | 18 novembre 2001      |
| Les filles partent dans une ferme dans le but d'apprendre comment cuisiner des pommes de terre. |                                                        |                                 |                                                                                          |                       |
| 41 | Il faut sauver le village des grenouilles              | 魔女ガエルの村おこし            | Majo-gaeru no Mura Okoshi (Le renouveau du village des grenouilles sorcières)            | 25 novembre 2001      |
| Dorémi et ses amis vont aider les grenouilles à trouver une nouvelle spécialité pour leur village.                                                                                                  |                                                        |                                 |                                                                                          |                       |
| 42 | L'étrange tour de magie des jumeaux                    | ドキドキ!ふたごの不思議なまほう | Dokidoki! Futago no Fushigi na Mahou (Excitation! Le tour de magie des jumeaux)          | 2 décembre 2001       |
| Des jumeaux de la classe de Doremi et ses amis échangent leur place. |                                                        |                                 |                                                                                          |                       |
| 43 | Séjour à New York                                      | おジャ魔女は海を越えて          | Ojamajo wa Umi wo Koete (Les Ojamajos traversent l'océan)                                | 9 décembre 2001       |
| Doremi et ses amis se rendent à New York pour voir la copine de Mindy. |                                                        |                                 |                                                                                          |                       |
| 44 | Réconciliation                                         | あいちゃんが帰っちゃう!?        | Ai-chan ga Kaecchau!? (Ai-chan ne reviendra pas!?)                                       | 16 décembre 2001      |
| L’entreprise où travaille le père de Sophie fait faillite. |                                                        |                                 |                                                                                          |                       |
| 45 | Un joyeux Noël                                         | みんなで!メリークリスマス       | Minna de! Merry Christmas (Tout le monde! Joyeux Noël)                                   | 23 décembre 2001      |
| Capucine raconte pourquoi elle ne va plus en cours à Doremi et ses amis. |                                                        |                                 |                                                                                          |                       |
| 46 | Une belle fête de fin d'année                          | ハチャメチャ魔法忘年会          | Hachamecha Mahou Bounenkai (Une fête de fin d'année magique chaotique)                   | 30 décembre 2001      |
| Doremi et ses amis profitent du dernier jour de l'année pour faire tout ce qu'elles n'ont pas pu faire pendant l'année.                                                                             |                                                        |                                 |                                                                                          |                       |
| 47 | L'escapade de Flora                                    | ハナちゃんの大冒険              | Hana-chan no Dai Bouken (La grande aventure de Hana-chan)                                | 6 janvier 2002        |
| Flora part en promenade pendant que Doremi et ses amis lui préparent une nouvelle recette. |                                                        |                                 |                                                                                          |                       |
| 48 | Le tourbillon d'amour                                  | 手がかりゼロ!最後の試験         | Tegakari Zero! Saigo no Shiken (Aucun indice! L'examen final)                            | 13 janvier 2002       |
| Doremi et ses amis passent leur dernier test de pâtisserie et tentent de retrouver la recette perdue.                                                                                               |                                                        |                                 |                                                                                          |                       |
| 49 | Mindy, réveille-toi                                    | 目をさまして!あやつられたももこ | Me wo Samashite! Ayatsurareta Momoko (Réveille-toi! La Momoko contrôlée)                 | 20 janvier 2002       |
| La reine d'avant ensorcelle Mindy pour qu'elle lui amène Flora dans la forêt. |                                                        |                                 |                                                                                          |                       |
| 50 | La fin de la malédiction                               | さよなら魔女見習                | Sayonara Majo Minarai (Au revoir, apprenties sorcières)                                  | 27 janvier 2002       |
| Doremi et ses amis préparent le fameux gâteau à la reine d'avant en espérant qu'elle y goûte. |                                                        |                                 |                                                                                          |                       |

### OAV:Ojamajo Doremi Na-i-sho
Ces épisodes n'ont jamais été doublés en VF.
| No | Titre français | Titre japonais                             | Titre japonais                                                                                                   | Date de 1re diffusion |
| No | Titre français | Kanji                                      | Rōmaji | Date de 1re diffusion |
| --- | -------------- | ------------------------------------------ | --- | --------------------- |
| 1 |                | 波乱のサイクリング 〜男の子のないしょ〜    | Haran no saikuringu 〜 Otokonoko no Naisho 〜 (Le voyage en vélo catastrophique - Le secret des garçons)         | 26 juin 2004          |
| François et un groupe de garçons décident de se rendre à vélo au mont Fuji. Doremi, Emilie et Sophie doivent le dissuader.                                                                      |                |                                            | |                       |
| 2 |                | N.YのMAHO堂 〜ももこのないしょ〜           | New York no MAHO-Do 〜 Momoko no Naisho 〜 (La boutique magique de New York - Le secret de Momoko)               | 10 juillet 2004       |
| Mindy tombe sur Loulou à New York. Elle lui raconte une histoire de ce qui s’est passé avant qu’elle ne devienne apprentie sorcière.                                                            |                |                                            | |                       |
| 3 |                | 泳いでナンボ! 〜あいこのないしょ〜         | Oyoide Nanbo! 〜 Aiko no Naisho 〜 (La valeur de la natation! - Le secret d'Aiko)                                | 24 juillet 2004       |
| La compétition de natation approche et Sophie fut choisie comme représente pour sa classe. Cependant, il y a un problème...                                                                     |                |                                            | |                       |
| 4 |                | ノンスタンダード 〜おんぷのないしょ〜      | Non Standard 〜 Onpu no Naisho 〜 (Mise en pause - Le secret de Onpu)                                            | 7 août 2004           |
| Loulou ne peut pas décider d'un rôle pour un film et réfléchit à ce qui l'a poussée à devenir une star.                                                                                         |                |                                            | |                       |
| 5 |                | 涙を知るひと 〜ぽっぷとハナのないしょ〜    | Namida o Shiru hito 〜 Pop to Hana no Naisho 〜 (Celle qui connait les larmes - Le secret de Pop et d'Hana)      | 21 août 2004          |
| Flora échange son corps avec Bibi. |                |                                            | |                       |
| 6 |                | 金平糖の思い出 〜ばあやのないしょ〜        | Konpeitō no Omoide 〜 Baaya no Naisho 〜 (Souvenirs en confetti - Le secret de Baaya)                            | 9 novembre 2004       |
| Les filles remontent dans le temps pour savoir ce qui rend la nounou d'Emilie aussi malheureuse en voyant un vinyle de Casse-Noisette.                                                          |                |                                            | |                       |
| 7 |                | タイヤキダイスキ! 〜親子のないしょ〜       | Taiyaki Daisuki! 〜 Oyako no Naisho 〜 (J'aime les Taiyakis! - Le secret du père et du fils)                     | 18 novembre 2004      |
| Le fils d'un fabricant de Taiyaki en a marre que son père le critique et se rend à la boutique pour le concurrencer.                                                                            |                |                                            | |                       |
| 8 |                | リコーダー事件! 〜優等生のないしょ〜       | Recorder Jiken! 〜 Yuutousei no Naisho 〜 (L'affaire de la flûte - Le secret de l'élève modèle)                  | 2 octobre 2004        |
| Frédéric, poussé par le Trio SOS, tente d'obtenir un baiser indirect de Mélanie en mettant sa bouche dans sa flûte. Il la casse sans faire exprès mais c'est Loulou qui fut accusée à sa place. |                |                                            | |                       |
| 9 |                | バッチグー野球部 〜魔女たちのないしょ〜    | Batchigū Nodamabu 〜 Majo-tachi no Naisho 〜 (La grande équipe de baseball - Le secret des sorcières)            | 16 octobre 2004       |
| Mindy et deux passionnés de baseball, forme une équipe avec les filles. |                |                                            | |                       |
| 10 |                | 結婚の約束 〜幼なじみのないしょ〜          | Otona ni Nante Naritakunai! 〜 Otokonoko no Naisho 〜 (Promesse de mariage - Le secret de l'ami d'enfance)       | 30 octobre 2004       |
| Sophie retrouve Anrima, un ami d'enfance débarquant d'Osaka, qui lui a fait une promesse quand elle était plus jeune.                                                                           |                |                                            | |                       |
| 11 |                | バレンタインディ 〜はづきのないしょ〜      | Valentin Day 〜 Hazuki no Naisho 〜 (La Saint Valentin - Le secret d'Hazuki)                                     | 13 novembre 2004      |
| Chaque Saint-Valentin, Emilie et Frédéric s’échangeaient leur cadeaux. Une raison particulière leur conduit à arrêter.                                                                          |                |                                            | |                       |
| 12 |                | 7人目の魔女見習い 〜のんちゃんのないしょ〜 | Nana Hitome no Majo Minarai 〜 Non-chan no naisho 〜 (La Septième Apprentie Sorcière - Le secret de Non-chan)    | 27 novembre 2004      |
| Doremi rencontre une fille nommée Nozomi à l'hôpital, également fan de sorcières et croyant fort en la magie. Malgré son cancer, elle promet de devenir une apprentie sorcière.                 |                |                                            | |                       |
| 13 |                | 時をかけるお雛様 〜どれみのないしょ〜      | Toki wo Kakeru Ohina-sama 〜 Doremi no naisho 〜 (La poupée qui voyage à travers le temps - Le Secret de Dorémi) | 11 décembre 2004      |
| Doremi rencontre une fille mystérieuse appelée Fami, qui partage les mêmes traits avec elle. |                |                                            | |                       |

## Saison 4:Ojamajo Doremi Dokka~n!
| No | Titre français                    | Titre japonais                     | Titre japonais                                                                                            | Date de 1re diffusion |
| No | Titre français                    | Kanji                              | Rōmaji | Date de 1re diffusion |
| --- | --------------------------------- | ---------------------------------- | --- | --------------------- |
| 1 | La surprise de Dorémi             | どれみびっくり!新しいおジャ魔女    | Doremi Bikkuri! Atarashi Ojamajo (La surprise de Dorémi La nouvelle Ojamajo!!)                            | 3 février 2002        |
| Flora veut aller à l'école avec Dorémi et ses amies et elle décide d'utiliser sa magie pour grandir. |                                   |                                    | |                       |
| 2 | Flora fait des progrès            | ハナちゃん6年生になる!             | Hana-chan Roku Nensei ni Naru! (Hana-chan sera en sixième année!"")                                       | 10 février 2002       |
| Maintenant que Flora va à l'école, elle doit apprendre les bases, comme le fait de savoir écrire. |                                   |                                    | |                       |
| 3 | Le métier à tisser                | ハナちゃんには負けられない!        | Hana-chan ni wa Makerarenai! (Je ne peux pas perdre face à Hana-chan!)                                    | 17 février 2002       |
| Aucune des apprenties sorcières ne sait tisser avec le métier à tisser. Elles vont alors rendent visite à la sorcière Tissetout. Pendant ce temps, Flora et Bibi passent leur examen de magie. |                                   |                                    | |                       |
| 4 | Des Loulous partout               | MAHO堂がつぶれちゃう!?             | MAHO-Dou ga Tsuburechau!? (Le MAHO-Dou va s’effondrer!?)                                                  | 24 février 2002       |
| Loulou ne peut pas être présentes pour l'ouverture du magasin, Flora se sert de la magie pour y remédier. |                                   |                                    | |                       |
| 5 | La vraie Loulou                   | 素顔のおんぷ                       | Sugao no Onpu (La réelle Onpu)                                                                            | 3 mars 2002           |
| Loulou est accablée de travail, Flora utilise la magie pour la remplacer. |                                   |                                    | |                       |
| 6 | Des bibliothécaires actives       | 学級文庫の迷コンビ!?               | Gakkyuu Bunko no Mai Konbi!? (La combinaison de la bibliothèque de classes est manquante!?)               | 10 mars 2002          |
| Flora se porte volontaire pour ranger la bibliothèque de l'école avec Dona qui est très à cheval sur les règles.Flora va envoyer Dona dans le monde des contes... |                                   |                                    | |                       |
| 7 | Ouvre ton cœur                    | 開いて!心のとびら                  | Hiraite! Kokoro no Tobira (Ouvre-le! La porte du cœur)                                                    | 17 mars 2002          |
| Les filles vont devoir confectionner le premier cadeau de la Reine D'avant,un collier de coquillages, qu'elle a offert a Marianne sa petite-fille |                                   |                                    | |                       |
| 8 | Le secret de Flora est-il connu ? | ばれちゃった!?ハナちゃんのひみつ   | Barechatta!? Hana-chan no Himitsu (Démasquée!? Le secret d'Hana-chan)                                     | 24 mars 2002          |
| Marjolaine et Nathalie ont réalisé une bande dessinée parlant du secret de Flora |                                   |                                    | |                       |
| 9 | Amis d'enfance                    | はづきのキラキラ星                 | Hazuki no Kirakira Boshi (L'étoile scintillante de Hazuki)                                                | 31 mars 2002          |
| Sarah est admise à l’hôpital. Frédéric va régulièrement lui rendre visite, ce qui semble gêner Emilie. |                                   |                                    | |                       |
| 10 | La classe voyage                  | 修学旅行!!班長はツラいよ           | Shuugakuryokou!! Hanchou ha Tsuraiyo (Voyage Scolaire!! Etre chef de groupe est difficile)                | 7 avril 2002          |
| En voyage de classe dans les villes de Nara et Kyoto, Flora se porte volontaire pour être surveillante de la classe. Seulement, elle a beaucoup à apprendre en ce qui concerne les responsabilités.                                                                                                   |                                   |                                    | |                       |
| 11 | Un voyage surprenant              | 奈良!運命の再会                    | Nara! Unmei no Saikai (Nara! La réunion du destin)                                                        | 14 avril 2002         |
| En voyage scolaire, Doremi et ses amies revoient le FLAT4. |                                   |                                    | |                       |
| 12 | Une longue nuit                   | 京都!終わらない夜                  | Kyoto! Owareranai Yoru (Kyoto! Une nuit sans fin)                                                         | 21 avril 2002         |
| Alors que le voyage scolaire se poursuit, Flora reprend son apparence d’enfant de 3 ans. Les filles vont devoir user de la magie pour masquer cela à tous leurs camarades, y compris François qui semble vouloir avouer quelque chose à Dorémi...                                                     |                                   |                                    | |                       |
| 13 | La fin d'une carrière             | むつみの引退宣言!                  | Mutsumi no Intai Sengen! (Déclaration de retraite de Mutsumi!)                                            | 28 avril 2002         |
| Candy Itou a annoncé sa retraite sportive lors une conférence de presse. Daphné, la camarade de classe de Dorémi fan de Candy, décide de laisser tomber le catch. |                                   |                                    | |                       |
| 14 | Flora se surpasse                 | 油断大敵!7級試験                   | Yudantaiteki! Nana Kyuu Shiken (La négligence est un grand ennemi! L'Examen du Niveau 7)                  | 5 mai 2002            |
| Flora passe son examen de niveau 7. |                                   |                                    | |                       |
| 15 | Les mères ne comprennent pas      | お母さんのわからずや               | Okaasan no Wakarazuya (Les mères ne comprennent pas)                                                      | 12 mai 2002           |
| Tandis que la fête des mères approche, Émilie et Loulou se lassent des propos de leurs mères. |                                   |                                    | |                       |
| 16 | L'arc-en-ciel                     | 消えない虹の作り方                 | Kienai Niji no Tsukurikata (Comment faire un arc-en-ciel qui ne disparaît pas?)                           | 19 mai 2002           |
| Les filles tendent de reproduire le napperon aux couleurs de l'arc-en-ciel que la Reine d'Avant avait offert à Natacha. |                                   |                                    | |                       |
| 17 | La base secrète                   | 秘密基地を守れ!                    | Himitsu Kichi wo Mamore! (Protégez la base secrète!)                                                      | 26 mai 2002           |
| Doremi et les filles découvrent que des garçons de leur classes se cachent dans un club secret abritant les avions de fabrication artisanale. Les filles offrent leur aide. |                                   |                                    | |                       |
| 18 | Un toutou d'urgence               | 恋の行方はワンワンワン             | Koi no Yukue wa Wanwanwan (Les endroits où se trouve mon chéri sont ouaf ouaf ouaf!)                      | 2 juin 2002           |
| Mademoiselle Koko tombe amoureuse d'un vendeur dans une animalerie. Pour le séduire elle achète des croquettes pour chien alors qu'elle n'en a pas. |                                   |                                    | |                       |
| 19 | Un gentil père                    | お父さんは素直になれない!?         | Otousan wa Sunao ni Narenai!? (Mon père ne peut pas être honnête!?)                                       | 9 juin 2002           |
| Lydia et Isabelle sont deux camarades de classe qui n'apprécient pas que leurs pères les obligent à les aider dans leurs entreprises familiales. Tandis qu'elles accompagnent Loulou afin de changer d'air, les filles, comprenant leurs sentiments, vont les remplacer dans leur travaux respectifs. |                                   |                                    | |                       |
| 20 | Un rêve pour l'avenir             | ももこの夢探し                     | Momoko no Yume Sagashi (La recherche du rêve de Momoko)                                                   | 16 juin 2002          |
| Les élèves doivent réfléchir à quel métier, elles veulent faire plus tard. Mindy et Arthur, ne sachant pas encore, se baladent dans la ville pour réfléchir. |                                   |                                    | |                       |
| 21 | J'adore le Comte Philippe         | 大好き!オヤジーデ                  | Daisuki! Oyajiide (Je t'aime, Oyajiide!)                                                                  | 23 juin 2002          |
| Le Comte Philippe décide de passer un examen pour devenir éducateur au jardin d'enfant du Monde des Sorcières. |                                   |                                    | |                       |
| 22 | Ne pars pas, Léonard!             | きみたか行かないで!!               | Kimitaka Ikanaide!! (Ne pars pas, Kimitaka!)                                                              | 30 juin 2002          |
| Léonard doit emménager à Hokkaido. Avant ça, il avoue son amour pour Bibi. |                                   |                                    | |                       |
| 23 | La nuit des étoiles               | 七夕なんてやーめた!                | Tanabata Nanteyaameta! (J'arrête Tanabata!)                                                               | 7 juillet 2002        |
| Les filles doivent recoudre la robe de cérémonie de Princesse Hori, déchirée par le Garçon de Vaches, pour que la fête des Etoiles puisse avoir lieu. |                                   |                                    | |                       |
| 24 | Les sorcières rangers             | 愛よ正義よ!私たちマジョレンジャー! | Ai yo Masayoshi yo! Watashitachi Majo Ranger! (Avec Amour et Justice! Nous sommes les Sorcières Rangers!) | 7 juillet 2002        |
| Flora, devenue très fan des Super Rangers, tente de répandre l'amour et la justice au sein de Misora. Doremi la rejoint. |                                   |                                    | |                       |
| 25 | L'énigme des verres vénitiens     | 笑顔をくれる?謎のグラス            | Egao wo Kureru? Nazo no Glass (Peux-tu sourire? Les verres mystérieux)                                    | 14 juillet 2002       |
| Des verres vénitiens sont envoyés à la boutique de la part de la sorcière Tisse Tout. Les filles vont devoir trouver le rapport avec la reine D'avant et pourquoi les liquides versés dans les verres se transforment en limonade.                                                                    |                                   |                                    | |                       |
| 26 | Un camping de bon goût            | キャンプとカレーでアッチッチ!?     | Camp to Curry de Acchicchi!? (Le camping et le cury sont très chaud!?)                                    | 26 juillet 2002       |
| Les élèves de la 6e année partent en camping. Lors d'une chasse au trésor, Doremi et François se perdent. |                                   |                                    | |                       |
| 27 | Vive les éléphants blancs         | 白いゾウさん、はじめまして!!       | Shiroi Zou-san, Hajimemashite! (Éléphant blanc, ravi de te rencontrer!)                                   | 4 août 2002           |
| Flora fait un rêve avec un éléphant blanc mais personne ne la croit. |                                   |                                    | |                       |
| 28 | Nous serons tous vieux            | おばあちゃんズにはかなわない!?     | Obaachan Zuni wa Kanawanai!? (Nous ne pouvons pas rivaliser avec les vieux!?)                             | 11 août 2002          |
| Dans le cadre de ses devoirs d'été, Emilie décide de se rendre dans une maison de retraite pour personnes âgées. |                                   |                                    | |                       |
| 29 | Main dans la main                 | はなさないで!つないだ手と手        | Hanasanaide! Tsunaide Te to Te (Ne t'égare pas! Main dans la main)                                        | 18 août 2002          |
| Flora se perd en plein festival d'été. |                                   |                                    | |                       |
| 30 | Inquiétude chez les sorcières     | あやしい影!?魔女界の胸さわぎ       | Ayashii Kage!? Majo Sekai no Mune Sawagi (Une ombre maléfique!? Le coffre du Monde des Sorcières)         | 25 août 2002          |
| Tandis qu'une malédiction vient de s'abbâtre sur une Grenouille Sorcières, la Reine des Sorcières est tombée gravement malade. Les filles décident de leur rendre visite. |                                   |                                    | |                       |
| 31 | L'arrivée de Paola                | パオちゃんはおジャ魔ゾウ!?         | Pao-chan wa Ojama Zou!? (Pao-chan est un éléphant à problèmes!?)                                          | 1er septembre 2002    |
| Paola, l'éléphant blanc, décide de quitter le monde des sorcières et vient habiter avec Flora. Maggie Grigri est également atteint de la malédiction. |                                   |                                    | |                       |
| 32 | Flora se rebelle                  | いい子だって悩んでる               | Iiko Datte Nounderu (Mêmes les enfants sages s'inquiètent)                                                | 8 septembre 2002      |
| Flora en a marre que les filles la surveillent constamment. Elle se lie d'amitié avec Mélanie, une élève modèle, qui souhaite secrètement que ses parents ne soient pas des enseignants pour pouvoir passer plus de temps avec elle.                                                                  |                                   |                                    | |                       |
| 33 | Le doute de Loulou                | 迷えるおんぷ                       | Mayoeru Onpu (Onpu a disparu)                                                                             | 15 septembre 2002     |
| À la surprise générale, Loulou rate une audition au cinéma qui aurait fait ses débuts à Hollywood. |                                   |                                    | |                       |
| 34 | Baba fait des siennes             | ババといつまでも                   | Baba to Itsumademo (Baba pour toujours)                                                                   | 22 septembre 2002     |
| Baba tombe malade et dans ses rêves elle se souvient du cadeau de la Reine d'avant, une écharpe avec une tête de chat, qu'elle a offert à Laura sa petite fille |                                   |                                    | |                       |
| 35 | À toute vitesse                   | 4級試験はのろろろろ〜?             | Yon Kyuu Shiken wa no Rorororo~? (L'examen du Niveau 4 est aussi lent?)                                   | 29 septembre 2002     |
| Les filles entraînent Flora et sa fée à l'examen du Niveau 4 face au Lièvre et à la Tortue. |                                   |                                    | |                       |
| 36 | Faites du vélo !                  | 自転車でどこまでも                 | Jidensha de Dokomademo (La bicyclette qui t'emmène partout)                                               | 6 octobre 2002        |
| Flora apprend à faire du vélo pendant qu'elle et Constantin tentent de guérir Bérénice de sa phobie du vélo. |                                   |                                    | |                       |
| 37 | Les magiciens endormis            | 全滅!?眠れる魔法使いたち           | Zenmetsu!? Nemureru Mahoutsukai-tachi (Le désarroi!? Les magiciens endormis)                              | 13 octobre 2002       |
| Le Monde des Magiciens est touché par la malédiction de la Reine d'Avant. |                                   |                                    | |                       |
| 38 | L'espoir de Sophie                | ついに再婚!?あいこの決意           | Tsui ni Saikon!? Aiko no Ketsui (Enfin le remariage!? La décision d'Aiko)                                 | 20 octobre 2002       |
| Sophie convainc son père de se rendre à Osaka et propose de se remarier avec sa mère, mais ce n'est pas aussi facile qu'il y paraît. |                                   |                                    | |                       |
| 39 | Les roses du bonheur              | 心をこめて!幸せの白いバラ          | Kokoro wo Komete! Sachise no Shiroi Bara (De tout cœur! Une rose blanche heureuse)                        | 27 octobre 2002       |
| Baba se remémore des sentiments qu'avait la Reine d'Avant lorsque sa petite-fille Ingrid s'est fiancée. Les filles créent un couvre-lit pour elle. |                                   |                                    | |                       |
| 40 | Une sorcière pas comme les autres | どれみと魔女をやめた魔女           | Doremi to majo o yameta majo (Doremi et la sorcière qui ne veut plus être sorcière)                       | 10 novembre 2002      |
| Doremi, qui n'a aucune idée de son avenir, rencontre une sorcière à la retraite, Mirai, qui la guide. |                                   |                                    | |                       |
| 41 | Toutes derrière Bibi              | ぽっぷが先に魔女になる!?           | Poppu ga Saki ni Majo ni Naru!? (Pop va devenir une sorcière plus tôt que prévu!?)                        | 17 novembre 2002      |
| Bibi passe l'Examen de Niveau 1, mais l'idée de surpasser Doremi en magie la rend très mal à l'aise. |                                   |                                    | |                       |
| 42 | La décision d'Émilie              | 自分で決める!?はづきの道           | Jibun de Kimeru!? Hazuki no Michi (Je dois décider!? Le choix d'Hazuki)                                   | 24 novembre 2002      |
| Emilie découvre que sa mère lui fait passer l'examen d'entrée à l'Ecole Karen à son insu. Sa mère partage un secret de son passé quant à pourquoi elle l'a fait. |                                   |                                    | |                       |
| 43 | L'examen de premier niveau        | 1級試験!玉木絶対絶命!!             | Ichi Kyuu Shiken! Tamaki Zettai Zetsumei!! (L'Examen de Niveau 1! Tamaki absolument désespérée!!)         | 1er décembre 2002     |
| Héléna est à son tour touchée par la malédiction de la Reine d'Avant. Flora décide de la guérir afin de passer son Examen de Niveau 1. |                                   |                                    | |                       |
| 44 | Plus vite, plus vite              | 急がなきゃ!最後の手がかり          | Isoga nakya! Saigo no Tegakari (Nous devons nous dépêcher! Le dernier indice)                             | 8 décembre 2002       |
| La situation avec la malédiction devient de pire en pire. Les filles vont à la rencontre de Robby, le petit-fils de Roy, ayant le pouvoir de parler aux animaux. Apparemment, il aurait le dernier élément, une tapisserie, qui permettra de se débarrasser la malédiction de la reine.               |                                   |                                    | |                       |
| 45 | Adieu, fleurs du mal              | 悲しみのイバラよ、消えて!          | Kanashimi no Ibara yo, Kiete! (Que ton chagrin, disparaisse!)                                             | 15 décembre 2002      |
| Pendant que les filles terminent la tapisserie, les ronces se propagent de plus en plus. |                                   |                                    | |                       |
| 46 | Le réveil de la reine d'avant     | さらば、魔女ガエルの呪い           | Saraba, Majo-Gaeru no Noro! (Adieu, malédiction des grenouilles sorcières)                                | 22 décembre 2002      |
| Les sorcières transformées en grenouilles retrouvent leurs formes normales. |                                   |                                    | |                       |
| 47 | Rien ne nous séparera             | たとえ遠くはなれても               | Tatoe Tooku Hanaretemo (Même si ce sera loin)                                                             | 29 décembre 2002      |
| Tandis que Loulou est acceptée dans un collège différent, Mindy a le dur dilemme de choisir entre retourner à New York ou de rester à Misora. |                                   |                                    | |                       |
| 48 | Le plus beau jour de Sophie       | あいこのいちばん幸せな日           | Aiko no Ichiban Shiawase na Hi (Le plus beau jour d'Aiko)                                                 | 5 janvier 2003        |
| Les parents de Sophie décident de se remarier mais le grand père de Sophie ne veut pas... |                                   |                                    | |                       |
| 49 | Amies pour toujours               | ずっとずっと、フレンズ             | Zutto Zutto, Friends (A jamais pour toujours, Amies)                                                      | 12 janvier 2003       |
| Émilie a peur d'avouer qu'elle ne veut pas aller au collège Misora avec Dorémi. |                                   |                                    | |                       |
| 50 | Au revoir, monde des sorcières    | さよなら、おジャ魔女               | Sayonara, Ojamajo (Au revoir, Ojamajos)                                                                   | 19 janvier 2003       |
| Doremi et ses amies décident de ne pas devenir des sorcières et abandonnent leurs pouvoirs. |                                   |                                    | |                       |
| 51 | On se reverra un jour             | ありがとう!また会う日まで          | Arigatou! Mataau Himade (Merci! En espérant nous revoir)                                                  | 26 janvier 2003       |
| C'est la remise des diplômes mais Dorémi n'est pas décidé à aller en cours. |                                   |                                    | |                       |

## Films
| No | Titre français                          | Titre japonais                             | Titre japonais                                                                                     | Date de 1re diffusion |
| No | Titre français                          | Kanji                                      | Rōmaji                                                                                             | Date de 1re diffusion |
| --- | --------------------------------------- | ------------------------------------------ | -------------------------------------------------------------------------------------------------- | --------------------- |
| 1 |                                         | 映画 おジャ魔女どれみ#                     | Eiga Ojamajo Doremi # (Ojamajo Doremi # le Film)                                                   |                       |
| L'aventure est principalement centrée sur Bibi après que celle-ci a cueilli une fleur interdite sans le savoir. Dorémi la réprimande à son retour du Monde Magique parce que Flora l'avait suivi. Les apprenties sorcières ont pour tâche de récupérer la fleur qui est la source de tous leurs problèmes. |                                         |                                            | |                       |
| 2 |                                         | も〜っと!おジャ魔女どれみ カエル石のひみつ | Mo~tto! Ojamajo Doremi ~Kaeru Ishi no Himitsu~ (Motto ! Ojamajo Doremi La Pierre de la Grenouille) | 14 juillet 2001       |
| Dorémi, Émilie, Sophie, Loulou, Mindy et Bibi partent en vacances chez les grands-parents de Dorémi et Bibi. Grand-mère leur raconte l'histoire d'une montagne et d'une pierre magique. Les filles décident alors d'aller la trouver en s'aidant de la chanson de l'histoire pour trouver leur chemin. |                                         |                                            | |                       |
| 3 | À la recherche des apprenties sorcières | 魔女見習いをさがして                       | Majo Minarai o Sagashite                                                                           | 13 novembre 2020      |
| L'histoire suit le destin croisé de trois personnages qui ne se connaissent pas : une employée de bureau de 27 ans nommée Mire Yoshitsuki qui travaille à Tokyo, une étudiante de 22 ans nommée Sora Nagase qui souhaite devenir professeur, et Reika Kawatani, une jeune fille de 20 ans un peu « garçon manqué » qui travaille à temps partiel à Hiroshima, dans une petite boutique qui prépare des okonomiyaki. Les trois jeunes femmes, qui vivent toutes à des endroits différents, sont pourtant liées par un joyau magique. Un beau jour, elles sont réunies toutes les trois au même endroit et vont devoir partir à l'aventure… ! |                                         |                                            | |                       |